# Васил Коев
Васил Коев е първият архиерейски наместник на Търговищката духовна околия, образувана през 1953 година.

## Биография
Васил Коев е роден на 17 февруари 1908 година в град Осман пазар, Княжество България. Баща му по занятие е бил дребен земеделец. Израства в здраве и сила под бащина стряха, черпи знания от неизтощимия извор на богословския факултет. Като студент е бил избран в секретариата на Българо-чехословашкия студентски съюз. Бил е дългогодишен свещенослужител в храм „Свети Иван Рилски“ в Търговище.
На 25 февруари 1940 година във вестник „Православна дума“, печатан в Търговище с редактор свещ. Василий Яков, излиза съобщение, в което Варненският митрополит Йосиф обявява, че кандидатът за третата градска енория господин Васил Коев ще бъде ръкоположен в дяконски чин. На 19 октомври 1940 година е назначен за председател на храм „Свети Иван Рилски“ в Търговище.

### Архиерейски наместник
На 1 януари 1953 година със заповед на Епархийския съвет се открива ново архиерейско наместничество в град Търговище. За първи архиерейски наместник на Търговищка духовна околия е назначен отец Васил Коев.
През 1955 година Градският народен съвет излага за преглеждане нов регулационен план на град Търговище и в него е взето решение за събарянето на църковните магазини, и отчуждаване на една част от църковния двор на храм „Свети Иван Рилски“, и отец Васил започва да води една безкрайна борба.
Отец Васил Коев е описал задълбочено историческото минало на църквите и селищата в Търговищка духовна околия. Обикаля, проучва и отбелязва общи историко-етнически, демографски и географски бележки за цялата околия. Награждаван със званията протоиерей, иконом и ставрофорен иконом. До последната си служба на 19 октомври 1982 година служи на църквата и миряните.